# ТЕЦ Шедгам
25°39′5″ пн. ш. 49°23′8″ сх. д. / 25.65139° пн. ш. 49.38556° сх. д.
ТЕЦ Шедгам — теплова електростанція на сході Саудівської Аравії, яка обслуговує газопереробний завод Шедгам.
На початку 21 століття нафтова компанія Saudi Aramco розпочала програму обладнання своїх виробничих майданчиків теплоелектроцентралями. Зокрема, в 2006-му ТЕЦ отримав ГПЗ Шедгам, де встановили дві газові турбіни від General Electric потужністю по 156 МВт. Відпрацьовані ними гази живлять котли-утилізатори.
В 2015-му стала до ладу друга черга у складі однієї газової турбіни потужністю 170 МВт, сполучений з якою котел-утилізатор може видавати 385 тонн пари на годину.
Як паливо ТЕЦ використовує природний газ.
Проект реалізували через Tihama Power Generation Company, засновниками якої виступили французька Engie (60 %) та місцева Saudi Oger (40 %).